# Nemesnádudvar
Nemesnádudvar es un pueblo ubicado en el distrito de Baja, en el condado de Bács-Kiskun, Hungría.

## Superficie
Posee una superficie de 58,78 kilómetros cuadrados.

## Demografía
Hasta 2019 la población era de 1723 habitantes, con una densidad de población de 29,31 habitantes por kilómetro cuadrado.